# Алехандро Мон Менендес
Алехандро Мон-і-Менендес (ісп. Alejandro Mon y Menéndez; 26 лютого 1801—1 листопада 1882) — іспанський правник і політик, міністр фінансів, голова уряду Іспанії 1864 року.